# Horisme goliathi
Horisme goliathi är en fjärilsart som beskrevs av Louis Beethoven Prout 1941. Horisme goliathi ingår i släktet Horisme och familjen mätare. Inga underarter finns listade i Catalogue of Life.